# 王牌小子
《王牌小子》為一個已經停止發行的漫畫雜誌，由青文出版社出版，1995年12月15日創刊，2001年3月結束。

## 刊登漫畫
- 夢幻模擬戰：千年紀（翔龍）
- 摺紙戰士（周顯宗；後移強棒強棒月刊）
- 絕對無敵（呂小兵）
- 俠盜羅賓（宇有福）
- 衝峰飛車隊（陳彥帆）
- 加州高手直排戰將（吳合意）
- 呆頭成的青春紀事（彭永成）
- 魔神英雄傳（酷雄）
- 格鬥學園（酷雄）
- 天書迷蹤（展良）
- 仙島冒險王（展良）
- 笨笨狐的兵藉資料袋（劉明昆）
- 洛克人大賽車（伍洋）
- 炸彈超人!!爆外傳（ボンバーマンビーダマン爆外伝；三鷹公一）
- 爆球連發!彈珠超人（爆球連発!!スーパービーダマン；今賀俊）
- 爆走兄弟Let's & Go!!（爆走兄弟レッツ&ゴー!!；越田哲弘）
- 爆走兄弟Let's & Go!!Max（爆走兄弟レッツ&ゴー!!マックス；越田哲弘）
- 我是男子漢（原始少年ギャオ；穴久保幸作）
- 鋼鐵鬥機鎧羅（鉄鋼闘機ガイラ；上山道郎）
- 學級王山崎（学級王ヤマザキ；樫本學）
- 藍空護照 （パスポート・ブルー；石渡治）
- 笑彈三口組（洗丸）